# Ulba (řeka)
Ulba (rusky Ульба) je řeka ve Východokazašské oblasti v Kazachstánu. Je 100 km dlouhá. Povodí má rozlohu 4 990 km².

## Průběh toku
Vzniká soutokem řek Grometucha a Tichaja, které pramení v Ivanovském a Ubinském hřbetu Rudného Altaje. Je pravým přítokem Irtyše (povodí Obu).

## Vodní režim
Zdroj vody je smíšený s převahou sněhového. Průměrný roční průtok vody je 100 m³/s. Zamrzá v listopadu až v prosinci a rozmrzá v dubnu.
Průměrné měsíční průtoky řeky ve stanici Perevalochnoye v letech 1936 až 1987:

## Využití
V povodí řeky byla vybudována kaskáda vodních elektráren. V ústí leží město Usť-Kamenogorsk.